# Godefroi de Modica
Pour les articles homonymes, voir Modica (homonymie).

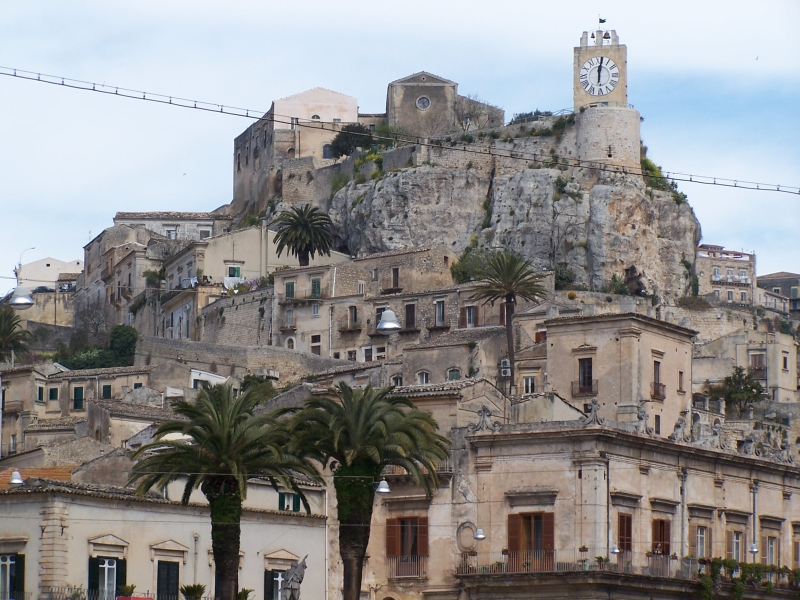
Château des comtes de Modica (plusieurs fois remanié).

Godefroi de Modica (en italien : Goffredo di Modica) est un baron normand du royaume de Sicile, lié aux comtes de Modica, dans la région de Raguse.
En 1172, sous le règne du roi Guillaume II de Sicile, il devient maître-justicier (magister justiciarius) du Val di Noto (Sicile) avant d'être nommé maître-chambellan (magister camerarius) du palais royal à Palerme, magister duane de secretis, et magister duane baronum en 1180.
Il serait le fils d'Aquinus de Modica, Justicier en Apulie et Capoue sous le règne du roi Guillaume Ier de Sicile, et peut-être apparenté à l'amiral Gauthier de Moac et à Renaud de Moac, comte d'Ariano qui en 1194, prit le parti du prétendant germanique au trône de Sicile, Henri VI.